# Molitva
〈Molitva〉（Молитва）是塞爾維亞女歌手玛丽亚·舍里福维奇的一首單曲，發行於2007年。瑪麗亞·塞莉佛維克以這首曲子代表塞爾維亞參加2007年歐洲歌唱大賽，該屆賽事是塞爾維亞首次以獨立國家身分參賽。最終〈Molitva〉一曲以298分獲得冠軍。